# Ганічев Андрій Андрійович
Андрі́й Андрі́йович Га́нічев  — солдат Збройних сил України.
Вояк 30-ї бригади, в січні-лютому 2015-го брав участь у боях за Дебальцеве в складі 2-ї роти 1-го батальйону. Зазнав поранення із серйозними наслідками.

## Нагороди
За особисту мужність і героїзм, виявлені у захисті державного суверенітету та територіальної цілісності України, вірність військовій присязі під час російсько-української війни
- нагороджений орденом «За мужність» III ступеня (26.2.2015).
- медаллю «За жертовність і любов до України» (8.10.2016)